# العملات في عصر الدولة الإسلامية

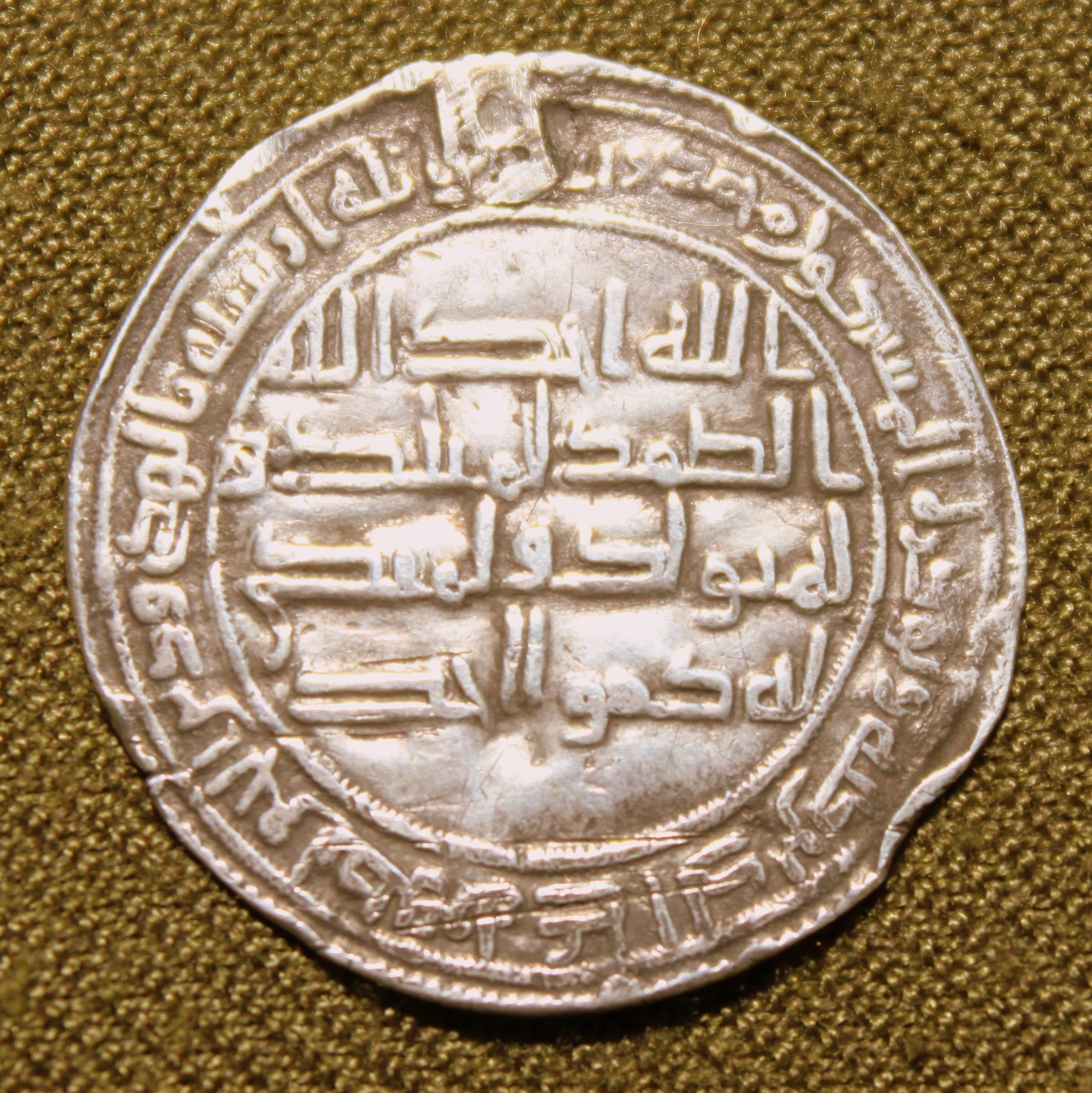
صورة لدرهم من العصر الأموي يرجع تاريخه الي سنة 106 هجريًّا (724 م).

العملات الإسلامية تُمثِل العُملة وسيلة تُسهل عَملية التَبادُل التِجَاري مقارنةً بأسلوب التَبادل القديم القائم على تبادل السلع مباشرةً والذي عُرف باسم «المقايضة». وفي عهد النبي ﷺ تعامل المسلمون بـ الدراهم والدنانير البيزنطية والفارسية، وجاء فرض الزكاة بهذه العملات التي لم يَطرأ عليها أي تعديل سواء أكان في الشكل الفني أو في مضمون الكتابات. وفي عهد الخليفة «أبي بكر الصديق» (632-634 م) استمر استخدام هذه العملات بدون أي إضافات. أما في عهد الخليفة «عمر بن الخطاب» (634-644 م) فقد أراد المسلمون إبراز شخصيتهم المستقلة رغم انشغالهم بالفتوحات، فضُربت العملات الإسلامية ذات الطابع البيزنطي أو الفارسي، ولكن بإضافة كلمات عربية مثل «الحمد لله» و«محمد رسول الله» وكذلك أسماء الخلفاء الراشدين بدلاً من اسم كسرى.

## العملات الأموية
كانت النقود المُتداولة في صدر الإسلام يتمّ سَكّها في غير البلاد الإسلامية، وفي عهد الخليفة الأموي «عبد الملك بن مروان»، بدأ سَكّ الدنانير سنة 65 هـ - 684 م على طراز العُملات البرونزية البيزنطية والتي كانت تُمثّل هرقل وولديه وكانت تضرب بدار السك في مدينة الإسكندرية.
وقد بدأت أيضًا مراحل تطور العملة الإسلامية الحقيقية في عهد الخليفة «عبد الملك بن مروان» 74 هـ - 693 م فقد أصبحت دار سَكّ العملة تتبع السلطة الحاكمة وتكون تحت إشراف القُضاة بإضافة شهادة التوحيد «لا إله إلا الله محمد رسول الله» على العملات، كما ألغى في هذه المرحلة صورة هرقل وولديه واستبدل بها صورته التي أُحيطت بكتابات كوفية بشكل دائري. ويُصوّر «عبد الملك بن مروان» على هذه العملات وبيده سيفه رمز الإمامة والجهاد في سبيل الله. وفي المرحلة الأخيرة لتطور العملة في عهده (توفي عام 705 م) أصبحت العملات تعكس خصائص الفنّ الإسلاميّ وأصبحت عربية خالصة بعيدة عن التأثيرات البيزنطيّة.

## العملات العباسية
تشابهت العُملات العبّاسية كثيراً مع العُملات الأموية، وظلّت تلك العُملات تُصدر في مصر ودمشق بنفس العبارات فيما عدا إضافة تاريخ الإصدار مع كتابة اسم الخليفة تحت الشهادتين على أحد وجهَي العُملة. وتميّزت العُملات العبّاسية بدقّة الخطوط الكوفيّة وجاذبيتها ورشاقتها. ولا تختلف العُملة الإسلامية في الدولة الطولونية أو الإخشيدية كثيراً عن العملة العباسية من حيث الشكل أو المضمون الخاص بالعبارات، ولم تزد إلا في إضافة اسم حاكم مصر بدايةً من أحمد بن طولون.

## العملات الفاطمية
أحرزت العملات في عهد الدولة الفاطمية تطوّراً كبيراً في المُعالجة الفنّية، كما اختلفت شكلاً ومضموناً، إذ نجدها كثيرة النّقوش والزّخارف، وعلى كل وجه من وجهيها ثلاث دوائر مُتداخلة كُتب فيما بينها بالخطّ الكوفي، وعلى الوجه الآخر اسم الخليفة وكتابات أخرى.

## العملات الأيوبية
اختلفت العملات في عهد الدولة الأيوبية اختلافاً كبيراً عن سائر عملات العصور الإسلامية السابقة، فلم يعدّ يُكتب عليها أي صيغ لشهادة التوحيد، بل اكتُفي بكتابة اسم الخليفة واسم حاكم مصر. كما اختلفت العُملة الأيوبية في التّصميم الفنّي للعُملة، واختلفت طبيعة التّشكيل للكتابة الكوفية، فأخذت شكلاً زخرفيًا يعكس الكثير من ملامح الفنون التّشكيلية المُبتكرة.

## العملاتالمملوكية
أمّا عن تطوّر الُعملة الإسلامية في عصر دولة المماليك البحرية فتبدأ بتولي الملكة «شجرة الدر»، زوجة الملك «الصالح نجم الدين أيوب» عرش مصر سنة 648 هـ -1250 م، فكتبت على وجه عُملتها «المستعصمة الصالحية ملكة المسلمين والدة المنصور خليل أمير المؤمنين»، وحوّلها صيغة مُطوّلة لشهادة التوحيد «لا إله إلا الله محمد رسول الله أرسله بالهدى ودين الحق ليُظهره على الدين كلّه». وتُعدّ هذه العملات من أندر العُملات على الإطلاق إذ لم يتجاوز حُكم «شجرة الدر» الشهرين. ومن ملوك هذه الفترة السُلطان «قطز» الذي تولّى حُكم مصر وتمّ تسجيل انتصاره الكبير على المغول في عين جالوت على العملات الذهبية والفضية، فحملت اسمه مُنفرداً كالتالي: «الملك المُظفّر سيف الدنيا والدين قطز».
تعتبر عملات «الظاهر بيبرس» من أجمل عملات تلك الفترة لدقة نقوشها وجمالها. وفيما يخص تطور العملة في عهد دولة المماليك الجراكسة (البرجية) فقد أُنشأت دار جديدة لسَك العملة في الإسكندرية بجانب دار السك الموجودة بالقاهرة.

## العملات العثمانية
مع دخول العثمانيين مصر وانتهاء دولة المماليك، تبدأ صفحة جديدة في تطوّر النقوش على العملات فقدت فيها الكثير من شخصيتها الإسلامية، فلم تعدّ تُعبّر إلّا عن السلطة الحاكمة حيث أزال العثمانيون شهادة التوحيد والآيات القرآنية من على العملة، واستبدلوا بها الألقاب الفخرية للحاكم العثماني مثل «صاحب العز والنصر في البر والبحر».